# Eucalyptus stoatei
Eucalyptus stoatei là một loài thực vật có hoa trong Họ Đào kim nương. Loài này được C.A.Gardner mô tả khoa học đầu tiên năm 1936.

## Hình ảnh

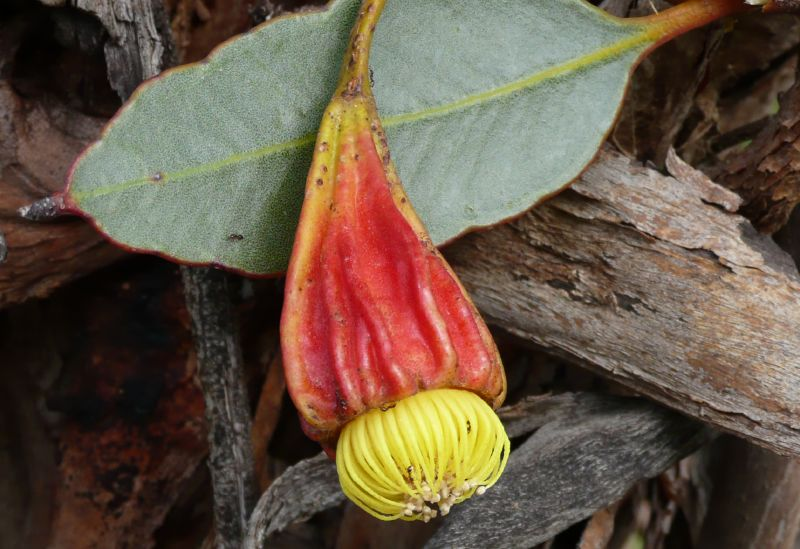